# Kate Craig-Wood
Kate Helen Craig-Wood (1 de febrero de 1977 — 22 de septiembre de 2020) fue una emprendedora de Tecnologías de la Información (TI) británica, cofundadora y directora general de Memset Dedicated Hosting. Recibió varios reconocimientos, como su inclusión entre las 25 mujeres más influyentes en tecnologías de la información del Reino Unido en 2012. Craig-Wood era una mujer transgénero, conocida por promover la eficiencia energética en las TI, a las mujeres en TI y la aceptación de las personas transgénero.

## Carrera profesional
Craig-Wood aprendió de forma autodidacta varios lenguajes de programación y tecnologías de Internet, y tras realizar un master en Ciencias Biomédicas comenzó a prestar servicios en Arthur Andersen como consultora de negocios en consultoría de TI. Más tarde llegó a ser directora de desarrollo de negocio de Easyspace Ltd., una de las empresas de alojamiento de páginas web más grandes del Reino Unido.
En 2002, Craig-Wood dejó Easyspace y fundó Memset con su hermano, Nick. Memset creció rápidamente desde sus inicios y se convirtió en el primer proveedor de servicios de Internet neutro en carbono del Reino Unido. Además, fue votado como el mejor servidor web del Reino Unido durante seis años consecutivos (entre 2006 y 2011) y ganó varios premios adicionales por innovación, conciencia medioambiental y estrategia de TI.
Craig-Wood fue una defensora de la informática de bajo consumo y fue finalista del Reino Unido en los premios BlackBerry Women and Technology de 2008 por "el mejor uso de la tecnología por parte de una mujer en una pequeña y mediana empresa". Fue directora de Intellect UK, la asociación comercial de alta tecnología del Reino Unido, y presidió su grupo de cambio climático. También participó en los intentos de la British Computer Society sobre TI ecológica a través de su membresía en el comité del Data Center Specialist Group.
Dimitió como directora de Memset en agosto de 2018, y traspasó su parte accionarial, bajo el nombre de Kate Helen Bishopwood, el 12 de marzo de 2020 cuando la empresa se vendió a iomart.

## Biografía y activismo trans
Craig-Wood nació el 1 de febrero de 1977. Se educó en la Royal Grammar School en Guilford y asistió a la Universidad de Southampton obteniendo al mismo tiempo una licenciatura y un master en Ciencias Biomédicas. Se casó en 2000 y se divorció seis años después como consecuencia de su transición de género de hombre a mujer, que inició entre octubre de 2005 y noviembre de 2006.
En marzo de 2008, apareció en la revista Sunday Times "con la esperanza de ser el modelo a seguir para las mujeres trans más jóvenes que ella nunca tuvo, y también para tratar de disipar algunos mitos sobre [las personas transgénero]".
Fue miembro del comité ejecutivo y fideicomisaria de la Gender Identity Research & Education Society, y trabajó con el grupo con el objetivo de mejorar la atención médica en el Reino Unido para las personas jóvenes trans.
Craig-Wood murió el 22 de septiembre de 2020.